# Совет Федерации СФРЮ
Совет Федерации СФРЮ (серб. и черног. Савет федерације СФРЈ, босн. и хорв. Savjet federacije SFRJ, макед. Совет на Федерацијата на СФРJ, словен. Svet federacije SFRJ) — совещательный орган Социалистической Федеративной Республики Югославия, занимавшийся вопросами общей политики.

## Описание
Совет Федерации образован Конституцией СФРЮ в 1963 году. Заседание Совета проводилось по инициативе Президента СФРЮ Иосипа Броз Тито, а после его смерти — председателем Президиума СФРЮ. Подробно деятельность Совета была описана в Конституции 1974 года, принятой после политического кризиса в стране.
Согласно Конституции, состав Совета Федерации определялся по решениям Союзного вече СФРЮ и Вече республик и краёв. Президиум мог только предложить назначение или смещение того или иного члена. Это был один из важнейших элементов государственности республики: Президиум не должен был оказывать давления на вече. Как правило, в Совет Федерации входили известные общественно-политические деятели, чиновники республиканского или федерального уровня или руководители иных важных организаций; часто в состав Совета входили Народные герои Югославии.
Совет Федерации созывался для решения вопросов общей политики по предложению Президента СФРЮ, а позднее — Президиума СФРЮ. Созывавший мог поручить кому-то из членов Совета Федерации решение конкретных задач.